# Česma - šume
Česma - šume este o arie protejată (sit de importanță comunitară — SCI) din Croația întinsă pe o suprafață de 124,75 ha, integral pe uscat.

## Localizare
Centrul sitului Česma - šume este situat la coordonatele 45°50′42″N 16°40′55″E / 45.845°N 16.682°E.

## Înființare
Situl Česma - šume a fost declarat sit de importanță comunitară în iulie 2013 pentru a proteja un număr necunoscut de specii din flora spontană și fauna sălbatică aflate în arealul zonei.

## Biodiversitate
Situată în ecoregiunea continentală, aria protejată conține 1 habitat natural: Păduri de stejar sau de stejar și carpen sub-atlantice și medio-europene de Carpinion betuli.
La baza desemnării sitului se află un număr nedeclarat de specii protejate.